# Famille Nemes
La famille Nemes de Hídvég et Oltszem (en hongrois : hídvégi és oltszemi Nemes család) est une famille aristocratique hongroise.

## Origines
La famille Nemes est une famille sicule de Transylvanie. Elle apparaît dès le XIIe siècle avec Sebusi dit Akadás (Akadas Siculus de Sebus), cité en 1182 comme seigneur de Sombor, Gerebencs et Sólyomkő. Son fils  Vince rst cité en 1253 comme seigneur de Hídvég, Árapataka et Erősd. Ce dernier a eu trois filsː Mikó, qui donnera la famille homonyme, Egyed, sans descendance, et Domokos qui donnera les familles Nemes et Kálnoky. Deux branches, dont une subsistante, reçoivent le titre de comte en 1755. Après la Seconde Guerre mondiale, les membres de la famille émigrent en Autriche et aux États-Unis où ils vivent aujourd'hui.

## Membres notables

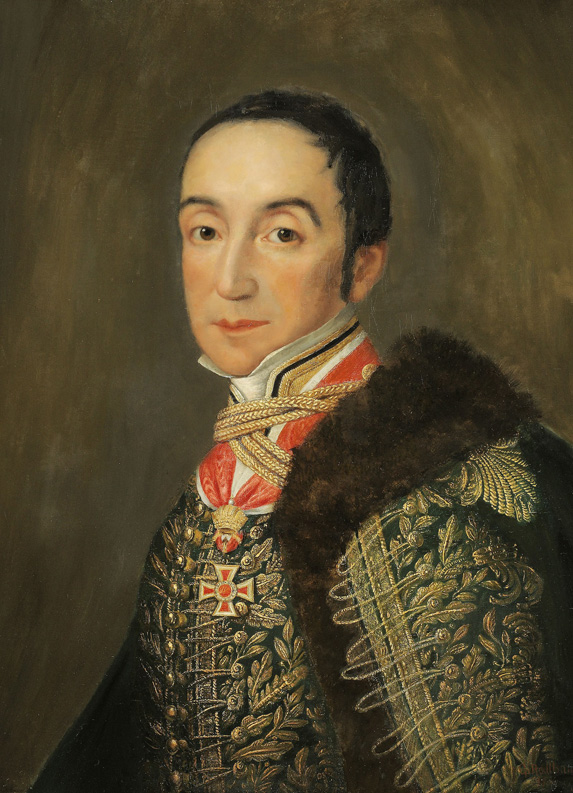
Ádám Nemes (1769-1834)

- Tamás Nemes (fl. 1636), capitaine (fõkapitány) de Háromszék.
- János Nemes (-1679), capitaine de Háromszék. Fils du précédent.
- Ádám Nemes , conseiller et président de la Table royal (conseil d'administration) de Transylvanie. Titré comte en 1755. Petit-fils du précédent et grand-père du suivant.
- comte Ádám Nemes (1769-1834), premier gouverneur de la Oesterreichische Nationalbank (1816). Chevalier de l'Ordre impérial de Léopold.
- comte János Nemes (1792-1868), chambellan KuK, conseiller privé, főispán de Felső-Fehér.
- comte Vince Nemes (1830-1896), chambellan KuK, conseiller de la Banque austro-hongroise, membre de la Chambre des magnats. Fils du précédent.
- comtesse Eliza Nemes (1843–1899), artiste peintre.
- comte Albert Nemes (1866-1940), diplomate, propriétaire, collectionneur d'art.

## Liens, sources
- Iván Nagy: Magyarország családai, Pest, 1861.